# Academia Universal
La Academia Universal fue una institución de debate e investigación sobre materias preferentemente históricas creada en el Madrid de la incipiente Ilustración.

## Historia
Se llamó así a una tertulia que se dio en Madrid desde febrero de 1735 en casa del abogado Julián Hermosilla, pues sin ceñirse a tema alguno debía tratar con seriedad científica multitud de temas. Estas reuniones se institucionalizaron con el nombre de Academia Universal y fueron el germen de la futura Real Academia de la Historia, cuyo principal objetivo se fue centrando en investigar la historia en general y en especial la de España. Entre sus promotores se encuentran, además de Hermosilla, los juristas Juan Antonio de Rada y Berganza y Manuel de Roda y Arrieta, el Brigadier y Capitán de Reales guardias de infantería española Francisco de Zabila y los sacerdotes Jerónimo Escuer (secretario de la mayordomía mayor de palacio) y Juan Martínez Salafranca (capellán de San Isidro). Figuraban también entre sus miembros Leopoldo Jerónimo Puig (capellán y bibliotecario de Palacio), Alonso de Verdugo y Castilla (Conde de Torrepalma y Mayordomo de Semana), poco tiempo después se unió al grupo Agustín de Montiano y Luyando (oficial de la primera secretaría de Estado). En mayo de 1736 se trasladó la Academia a una sala de la Biblioteca Real, abierta al público desde 1714 y que posteriormente se convertiría en Biblioteca Nacional. A principios de 1737 recibió el nombre de Academia Española de la Historia. Felipe V aprobó el proyecto de creación por real orden de 17 de junio de 1738; de esta manera la Academia de la Historia pasó a llamarse Real, siendo Montiano su primer director. El monarca concedió para sus miembros los mismos derechos y honores de que disfrutaban los de la Real Academia Española.